# San Pedro del Norte
San Pedro del Norte, även San Pedro del Potrero Grande, är en kommun (municipio) i Nicaragua med 5 060 invånare (2012). Den ligger i den bergiga västra delen av landet vid gränsen mot Honduras, i departementet Chinandega. San Pedro del Norte har en vacker natur med fina vandringsstigar, vyer och vattenfall.

## Geografi
San Pedro del Norte gränsar till kommunerna San Francisco del Norte i öster och Cinco Pinos i söder, samt till landet Honduras i väster och i norr. Kommunen består av en mosaik av jordbruksmark och naturlig växtlighet. Kommunen är en renodlad landsbygdskommun, och av de 4 719 invånare som kommunen hade år 2005 bodde endast 657 i centralorten. Kommunens centralort, med samma namn som kommunen, ligger endast 200 meter från gränsen till Honduras. 

## Natur
Kommunens västra gräns utgörs av Río Tarnandano, som utgör gränsflod till grannlandet Honduras. I denna flod, tre kilometer från kommunens centralort, ligger det 25 meter höga vattenfallet Salto del Rey och den naturliga och vackra badbasängen Las Pilonas.

## Historia
Kommunen grundades 1889 samtidigt som grannkommunerna San Francisco del Norte och Santo Tomás del Norte.

## Religion
Kommunen firar sin festdag den 15 augusti till minne av Jungfru Marie himmelsfärd